# Nicole Belloubet
Nicole Belloubet (París, 15 de juny de 1955) és una jurista i política francesa que ocupa el càrrec de Ministra de Justicia des de 2017.
Va ser fitxada pel President Emmanuel Macron després de la dimissió de François Bayrou. Anteriorment havia estat designada al Consell Constitucional el 2013 per Jean-Pierre Bel, President del Senat.